# Биллинг, Рой
Рой Ха́рвуд Биллинг (англ. Roy Harwood Billing; род. 1947, Руаваи, Нортленд) — новозеландский кино- и телеактёр, лауреат премии AACTA, награждён медалью ордена Австралии. Вырос в городке Руаваи (30 км на юг от Даргавилла). Наиболее известен по роли босса организованной преступности «австралийца Боба» Тримбола в телесериале «Тёмная сторона».

## Фильмография

### Работы в кинематографе
- 1996 — Дети революции — сержант полиции
- 1999 — Эрскинвильские короли — билетёр
- 2000 — Волшебный пудинг — Том Блюгам (озвучивание)
- 2002 — Клетка для кроликов — инспектор полиции
- 2008 — 9,99$ — Маркус Портман (озвучивание)
- 2006 — Аквамарин — дедушка Боб
- 2010 — Хроники Нарнии: Покоритель Зари — шеф Даффлепуд
- 2013 — Таинственный путь — Роббо, владелец оружейного магазина

### Телефильмы
- 1993 — Следы во времени — мистер Миллер (1 эпизод)
- 1995 — Секретная миссия — суперинтендант Бёрк (1-3 эпизоды)
- 1996 — Дома и в пути — Джон Клинтон (1-3 эпизоды)
- 2009 — Тёмная сторона — австралиец Боб Тримбл
- 2017 — Отчаянные домохозяева — Берни